# Мишон Хил (Јужна Дакота)
Мишон Хил (енгл. Mission Hill) град је у америчкој савезној држави Јужна Дакота.

## Демографија
По попису из 2010. године број становника је 177, што је 6 (-3,3%) становника мање него 2000. године.
| Група             | 2000.       | 2010.       |
| Белци             | 176 (96,2%) | 173 (97,7%) |
| Афроамериканци    | 0 (0,0%)    | 0 (0,0%)    |
| Азијати           | 1 (0,5%)    | 0 (0,0%)    |
| Хиспаноамериканци | 2 (1,1%)    | 2 (1,1%)    |
| Укупно            | 183         | 177         |